# Maria Irausquin-Wajcberg
Maria Irausquin-Wajcberg (13 september 1897 - Aruba, 15 april 1979) was een Arubaans politica. In 1963 werd zij het eerste vrouwelijke lid van de eilandsraad van Aruba. 
Maria Wajcberg huwde tweemaal. Haar eerste huwelijk was met Izaak Pinkus; samen kregen ze twee kinderen. Vanaf de jaren dertig van de 20e eeuw hadden zij een winkel in San Nicolas, genaamd Pinkus Store. Later trouwde ze met Juancho Irausquin (1905-1962), een prominent Arubaans politicus. Ten tijde van zijn overlijden in 1962 was hij minister van Financiën en Welvaartszorg van de Nederlandse Antillen en partijleider van de PPA. 
Bij de eilandsraadverkiezingen in 1963 verscheen Maria Irausquin op de PPA-lijst als lijstduwer. Bij alle deelnemende partijen stond voor het eerst een vrouwelijke kandidaat op de lijst: bij de AVP en de PPA één elk en bij de UNA twee. De weduwe en opvolger van Juancho Irausquin behaalde 921 voorkeursstemmen en werd de enige verkozen vrouw. Na meer dan een kwarteeuw passief vrouwenkiesrecht (1937) aanvaardde Maria Irausquin als eerste vrouw haar benoeming in de eilandsraad van Aruba.
Maria Irausquin stelde zich niet kandidaat voor de statenverkiezingen van 8 juni 1966 noch was zij herkiesbaar voor de eilandsraadverkiezingen in 1967. Na afloop van haar termijn in 1967 trad zij uit de politiek. Zij overleed in 1979 en ligt begraven op de Joodse begraafplaats in Oranjestad.